# Pier Angelo Conti Manzini
Pier Angelo Conti Manzini (født 30. juni 1946, død 28. oktober 2003) var en italiensk roer.
Ved OL 1968 i Mexico City stillede Conti Manzini op i firer uden styrmand, hvor den øvrige besætning bestod af Tullio Baraglia, Renato Bosatta og Abramo Albini. De blev nummer to i det indledende heat og vandt derpå opsamlingsheatet. I finalen var Østtyskland hurtigst og sikrede sig guld foran Ungarn, mens italienerne blev nummer tre.
Han deltog i samme disciplin ved OL 1972 i Mexico City, hvor italienerne blev nummer ti.

## OL-medaljer
- 1968:  Bronze i firer uden styrmand